# Догматическое развитие
Догмати́ческое разви́тие (англ. Development of doctrine, нем. Dogmenentwicklung, фр. le développement du dogme) — термин, введённый английским католическим богословом Джоном Генри Ньюменом и другими богословами, находившимися под его влиянием, для описания того, как католическое учение на протяжении веков становилось более подробным и явным, а более поздние положения доктрины остаются согласованными с более ранними утверждениями. Существует более радикальное понимание развития доктрины, известное как эволюция догм (англ. evolution of dogmas), бывшая в центре модернистской полемики во времена папства Пия X и была осуждена в энциклике Pascendi Dominici Gregis. Хотя интеллектуалы-модернисты, такие как Джордж Тиррелл и Альфред Луази, иногда ссылались на влияние идей Ньюмана на их мышление, их целью было не столько понять древние корни церковной доктрины, сколько заставить её изменить смысл в соответствии с их собственными идеями в либеральном духе времени.

## Джон Ньюмен
Термин development of doctrine был введен в 1845 году в книге Ньюмена «Эссе о развитии христианской доктрины» (англ. An Essay on the Development of Christian Doctrine). Ньюмен использовал идею развития догмата, чтобы защитить католическое учение от нападок некоторых англикан и других протестантов, которые рассматривали определённые элементы католического учения как искажения или новшества. Он опирался на обширное исследование ранних отцов Церкви, прослеживая разработку доктрины, которая, как он утверждал, каким-то образом имплицитно присутствовала в Божественном Откровении в Священном Писании и Традиции, которая присутствовала с самого зарождения Церкви.
Ньюмен утверждал, что различные католические доктрины, не принятые протестантами (такие как Непорочное зачатие Девы Марии или чистилище), имели историю развития, аналогичную доктринам, которые были приняты протестантами (таким как Троица или божественность и человечность Христа). Такое развитие событий было, по его мнению, естественным и благотворным следствием того, что разум работал над изначальной богооткровенной истиной, чтобы вывести следствия, которые поначалу не были очевидны.
Мысли Ньюмена оказали большое влияние на епископов на Втором Ватиканском соборе и отражено в их заявлении о том, что «понимание передаваемых вещей и слов растёт благодаря созерцанию и изучению верующими… (которое) постоянно стремится к полноте божественной истины».

## Протестантизм
Многие протестанты, особенно те, на кого оказало влияние мерсерсбергское богословие, верят в развитие доктрины и рассматривают саму Реформацию как её пример. В инаугурационной речи Филиппа Шаффа в качестве профессора Немецкой реформатской семинарии он описал Реформацию как «законное детище, величайшее деяние Католической церкви». Кроме того, протестантский лозунг Semper reformanda подразумевает форму непрерывного доктринального развития.

## Православие
Православные богословы прямо отвергают концепцию догматического развития, вместо этого утверждая, что всё содержание веры присутствовало в Церкви с самого начала. Так протоиерей Олег Давыденков в своём учебнике Догматического богословия писал: «Теория эта очень удобна для западных христиан, поскольку легко позволяет оправдать произвольные догматические нововведения как Римо-Католической церкви, так и протестантских конфессий. С одной стороны, эта теория кажется довольно логичной, но с другой — она ведёт к парадоксальным выводам. В таком случае придется, например, признать, что Церковь времен апостолов и даже сами святые апостолы знали о Боге несравненно меньше, чем любой современный христианин, прослушавший курс догматики. Естественно, что с таким пониманием проблемы согласиться нельзя».
Однако такие авторы, как Дэниел Латтье, утверждали, что некоторые более старые восточно-православные мыслители не отвергали эту концепцию полностью и что Восточное православие может допускать определённую форму доктринального развития, хотя и более ограниченную, чем западные её формы.